# Trombone
Trombone là một loại kèn đồng tương tự như trumpet nhưng có âm thanh thấp hơn. Trombone có tông thấp  hơn kèn trumpet 1 nốt, thường có 1 hay hai cây trong dàn nhạc. Có 7 thế âm cơ bản được phát triển từ kèn trompette khoảng thế kỷ 16 – thế kỷ 17. Trong dàn nhạc nhạc giao hưởng, trombone giữ bè trầm, ít đi giai điệu, chủ yếu đi phần nền hòa âm. Với tầm âm thấp, trombone thích hợp cho các bài độc tấu trữ tình êm dịu, đặc biệt với tính năng không giống các loại nhạc cụ khác nên được ưa chuộng nhiều trong nhạc jazz.